# Arisaema ogatae
Arisaema ogatae là một loài thực vật có hoa trong họ Ráy (Araceae). Loài này được Koidz. mô tả khoa học đầu tiên năm 1925.